# Демпстер (трасса)

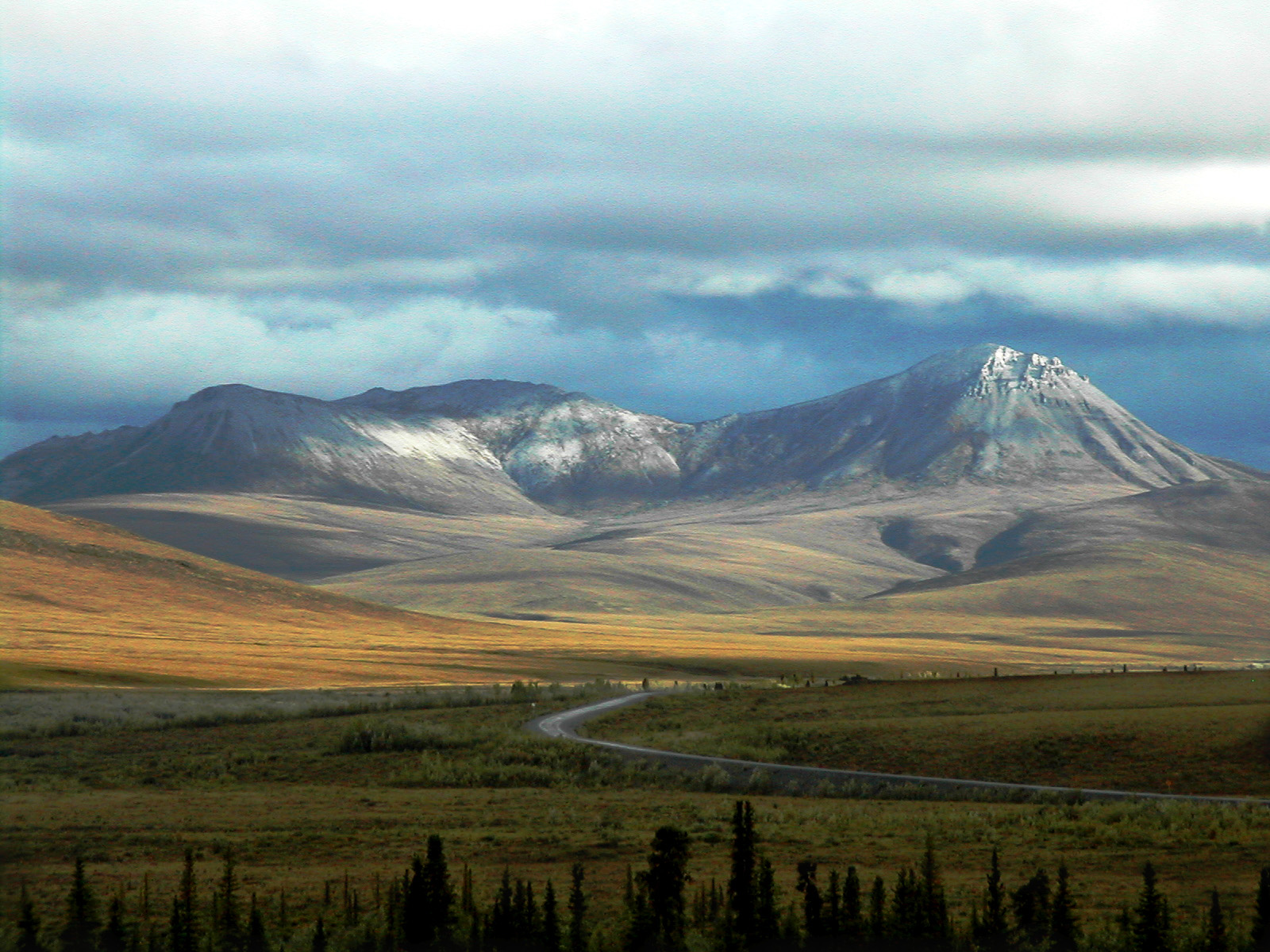
Трасса Демпстер. На заднем плане хребет Ричардсона

Трасса Демпстер, другие названия — Юконская трасса 5, или трасса Северо-Западных территорий 8, соединяет трассу Клондайк на территории Юкон с городом Инувик в Северо-западных территориях в дельте реки Маккензи. Трасса протяженностью 732,6 км начинается в 40 км к востоку от города Доусон по Клондайкской трассе.
В зимнее время за счёт зимников трасса удлиняется от Иннувика почти на 300 км до Туктояктука и Аклавика.
На трассе расположены паромные переправы через реки Пил и Маккензи. Трасса Демпстер — одна из двух дорог Северной Америки, которая пересекает северный полярный круг, причем делает это пять раз между 411 и 422 км. Граница между территориями Юкон и Северо-западные территории находится на 465 км трассы. Вдоль трассы расположено множество смотровых площадок, мест для отдыха и конечных точек сплавных маршрутов по рекам территории Юкон.

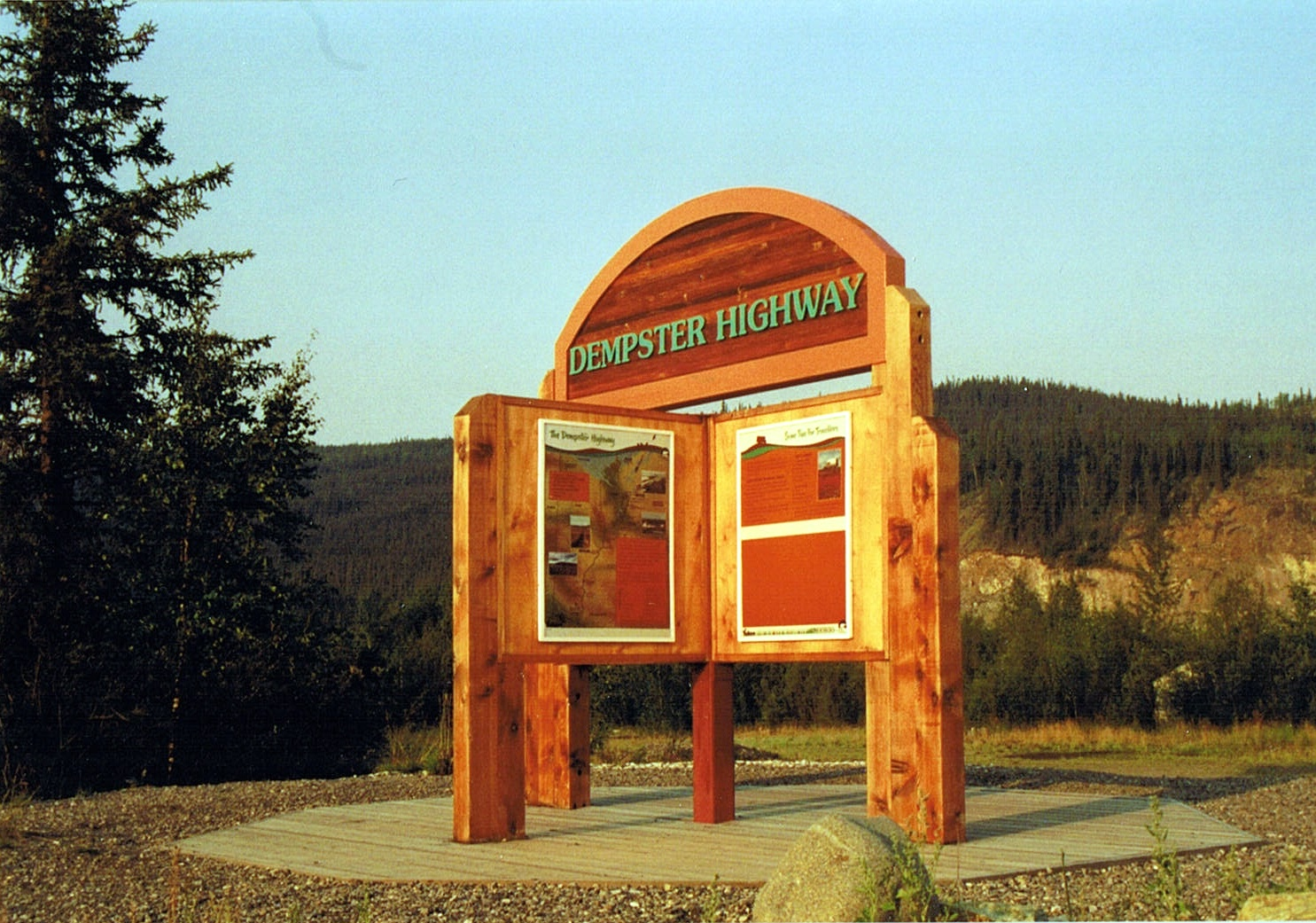
Знак на трассе Демпстер.

Трасса названа в честь инспектора королевской канадской конной полиции Уильяма Демпстера.